# Monte Pascolo

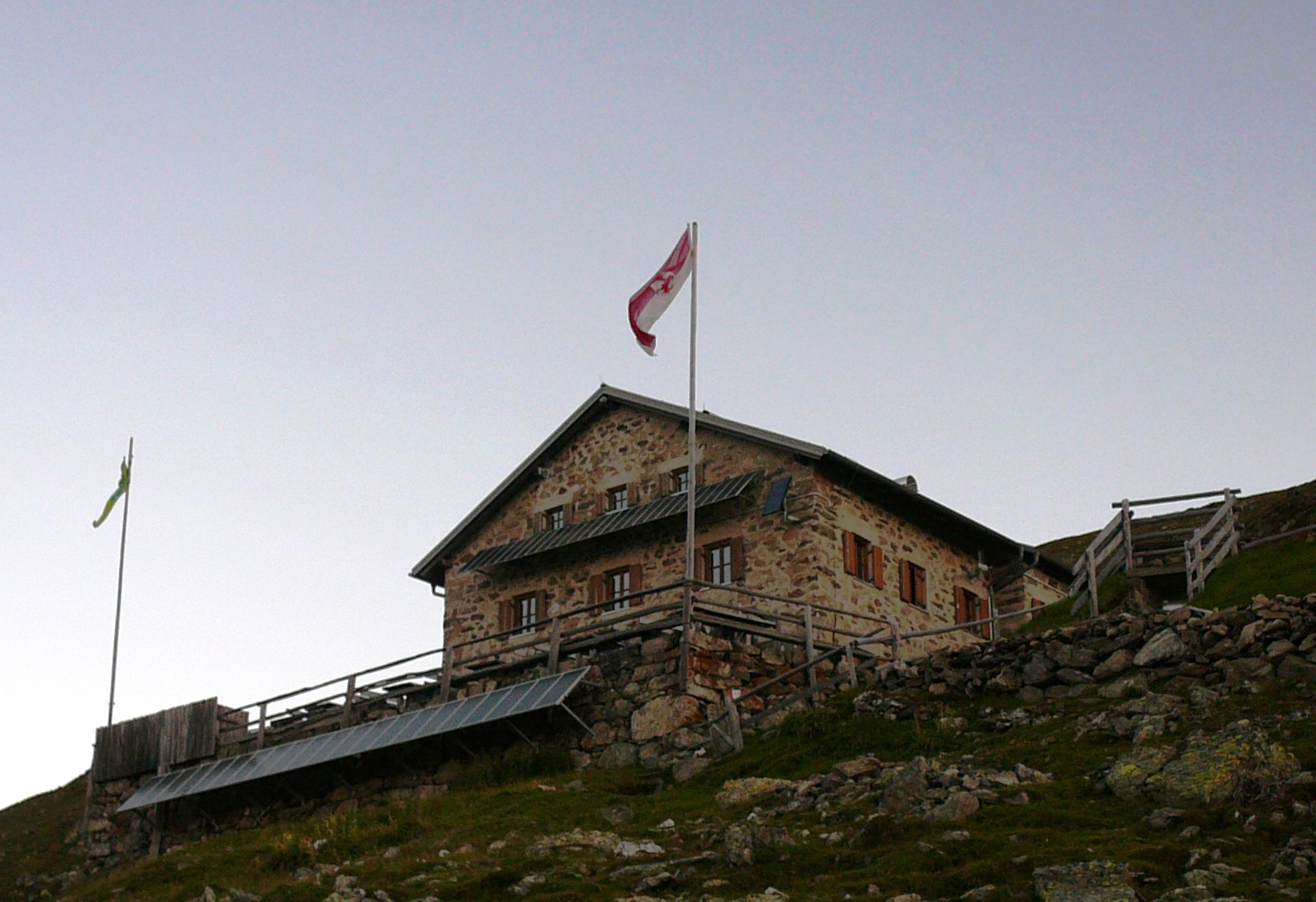
Il rifugio Lago Rodella, ai piedi del monte Pascolo

Il Monte Pascolo (2.439 m s.l.m. - Königsangerspitze in tedesco - in passato anche chiamato Monte Rodella è una montagna delle Alpi Retiche orientali (sottosezione Alpi Sarentine). È una delle cime più alte che sovrasta la città di Bressanone, in Alto Adige.
Il monte offre un'ottima posizione panoramica se si vogliono osservare le Dolomiti; dalla sua sommità sono infatti ben riconoscibili il Sass de Putia, il gruppo delle Odle, il gruppo del Sella, il Sassolungo e il Sassopiatto, il Catinaccio, lo Sciliar e nelle giornate più limpide la Marmolada.
In passato sulla sommità del monte sono stati recuperati alcuni reperti preistorici, appartenenti alla Cultura di Luco-Meluno. La montagna è quindi stata classificata zona archeologica: probabilmente in origine era luogo di sacrifici.

## Accessi
Esistono diversi accessi alla cima del monte, tra i più comuni:
- da Caredo-Gereuth (1.377 m), una località sopra Tiles (Tils) e Pinzago (Pinzagen), in 3 ore: parcheggiando nell'ampio parcheggio in località Caredo, si prende il sentiero n. 8, che si seguirà fino al rifugio Lago Rodella (2.284 m). Il sentiero non presenta difficoltà, ma varia da terreno ghiaioso, ampie e pianeggianti strade forestali a irti gradini. Dietro al rifugio, si prende il sentiero n. 7 che in neanche 30 minuti ci porta alla croce cel monte Pascolo.
- dalla Garner Wetterkreuz (1.411 m) di Caerna (Garn), una località tra Velturno e Latzfons, in 3 ore: dal parcheggio si prende il sentiero n. 10 fino al monte di Caerna. Si attraversano quindi boschi e prati, fino ad oltrepassare il "Munschegg-Steig", quando poi si incontra il sentiero n. 8. Da qui per la vetta del monte si prosegue però non più su un sentiero segnalato, ma su una vistosa traccia che è ben "illuminata" dalla croce in vetta.
- dal Kühhof (1.587 m) sopra Latzfons: dal parcheggio si prosegue a piedi su una stradina sterrata (sentiero n. 17) fino al rifugio Chiusa (Klausener Hütte, 1.920 m). Da qui poi è possibile tagliare a destra sul sentiero n. 5/7, arrivando così sulla cima del Monte del Pascolo.